# (4127) Kyogoku
(4127) Kyogoku ist ein Hauptgürtelasteroid, der am 25. Januar 1988 von Seiji Ueda und Hiroshi Kaneda am Observatorium in Kushiro-shi entdeckt wurde.
Der Asteroid wurde nach der Heimatstadt von Hiroshi Kaneda benannt.